# Rancho Mirage
Rancho Mirage is een plaats (city) in de Amerikaanse staat Californië, en valt bestuurlijk gezien onder Riverside County.

## Demografie
Bij de volkstelling in 2000 werd het aantal inwoners vastgesteld op 13.249.
In 2006 is het aantal inwoners door het United States Census Bureau geschat op 16.710, een stijging van 3461 (26.1%).

## Geografie
Volgens het United States Census Bureau beslaat de plaats een oppervlakte van
64,0 km², waarvan 63,0 km² land en 1,0 km² water. Rancho Mirage ligt op ongeveer 244 m boven zeeniveau.

## Overleden
- Zeppo Marx (1901–1979), komiek en ondernemer
- Hoagy Carmichael (1899–1981), componist, pianist, zanger, acteur en bandleider
- Broderick Crawford (1911–1986), acteur
- Jimmy Van Heusen (1913–1990), componist
- Kiel Martin (1944–1990), acteur Hill Street Blues
- Mary Martin (1913–1990), actrice, zangeres
- Phil Harris (1904–1995), drummer, zanger
- Ginger Rogers (1911–1995), actrice, danseres
- Alice Faye (1915–1998), actrice, danseres
- Charles Rogers (1904–1999), acteur, muzikant
- George Montgomery (1915–2000), acteur
- Brad Dexter (1916–2002), acteur
- Buddy Kaye (1918–2002), songwriter, muzikant en uitgever
- Gerald Ford (1913–2006), 38e president van de Verenigde Staten
- Sidney Sheldon (1917–2007), schrijver
- Betty Ford (1918–2011), vrouw van Gerald Ford, first lady
- Frank Marth (1922–2014), acteur
- Patrick Macnee (1922–2015), acteur
- Nancy Barbato (1917–2018), eerste vrouw van Frank Sinatra
- Carol Channing (1921–2019), actrice, komiek

## Plaatsen in de nabije omgeving
De onderstaande figuur toont nabijgelegen plaatsen in een straal van 16 km rond Rancho Mirage.